# Henry Bumstead
Lloyd Henry Bumstead (* 17. März 1915 in  Ontario, Kalifornien; † 24. Mai 2006 in Pasadena, Kalifornien) war ein US-amerikanischer Filmarchitekt. In seiner über 55 Jahre langen Karriere gewann er zwei Oscars für die Ausstattung der Filme Wer die Nachtigall stört und Der Clou.

## Leben
Nach seinem Abschluss an der University of Southern California begann er 1937 seine Laufbahn bei Paramount Pictures. Er lernte dort sein Handwerk von Hans Dreier, mit dem er bei mehreren Filmen zusammenarbeitete. Nach Dreiers Ruhestand arbeitete er ab 1951 mit dessen Nachfolger Hal Pereira. Sein Durchbruch kam 1956, als er für Alfred Hitchcock die Bauten für Der Mann, der zuviel wusste entwarf. Es folgten weitere Arbeiten für Hitchcock: Vertigo, Topas und Familiengrab.
Im Jahr 1961 verließ Bumstead Paramount und ging zu Universal, wo er eng mit Alexander Golitzen zusammenarbeitete. Er traf George Roy Hill und Clint Eastwood und arbeitete mit beiden bei mehreren Projekten zusammen. Bumstead übte seinen Beruf bis zu seinem Tod aus.

## Filmografie (Auswahl)
- 1948: Schmuggler von Saigon (Saigon) – Regie: Leslie Fenton
- 1949: Die Todesreiter von Laredo (Streets of Laredo) – Regie: Leslie Fenton
- 1949: Diebstahl in Irland (Top o’ the Morning) – Regie: David Miller
- 1950: Die Farm der Besessenen (The Furies) – Regie: Anthony Mann
- 1950: Irma, das unmögliche Mädchen (My Friend Irma Goes West) – Regie: Hal Walker
- 1950: Entgleist (No Man of Her Own) – Regie: Mitchell Leisen
- 1951: Der Revolvermann (The Redhead and the Cowboy) – Regie: Leslie Fenton
- 1951: Rhubarb – Regie: Arthur Lubin
- 1951: U-Kreuzer Tigerhai (Submarine Command) – Regie: John Farrow
- 1952: Seemann paß auf (Sailor Beware) – Regie: Hal Walker
- 1952: Schrecken der Division (Jumping Jacks) – Regie: Norman Taurog
- 1952: Kehr zurück, kleine Sheba (Come Back, Little Sheba) – Regie: Delbert Mann
- 1953: Der tollkühne Jockey (Money from Home) – Regie: George Marshall
- 1953: Ein Lied, ein Kuß, ein Mädel (The Stars Are Singing) – Regie: Norman Taurog
- 1954: Die Lachbombe (Knock on Wood) – Regie: Melvin Frank, Norman Panama
- 1954: Die Brücken von Toko-Ri (The Bridges at Toko-Ri) – Regie: Mark Robson
- 1955: Im Schatten des Galgens (Run for Cover) – Regie: Nicholas Ray
- 1956: Der Mann, der zuviel wußte (The Man Who Knew Too Much) – Regie: Alfred Hitchcock
- 1958: Vertigo – Regie: Alfred Hitchcock
- 1959: Der Henker (The Hangman) – Regie: Michael Curtiz
- 1961: Ein charmanter Hochstapler (The Great Impostor) – Regie: Robert Mulligan
- 1961: Happy End im September (Come September) – Regie: Robert Mulligan
- 1962: Wer die Nachtigall stört (To Kill a Mockingbird) – Regie: Robert Mulligan
- 1963: Der Kommodore (A Gathering of Eagles) – Regie: Delbert Mann
- 1964: Die letzte Kugel trifft (Bullet for a Badman) – Regie: R. G. Springsteen
- 1964: Der große Wolf ruft (Father Goose) – Regie: Ralph Nelson
- 1965: Die Normannen kommen (The War Lord) – Regie: Franklin J. Schaffner
- 1965: New York Expreß (Blindfold) – Regie: Philip Dunne
- 1966: Drei Fremdenlegionäre (Beau Geste) – Regie: Douglas Heyes
- 1967: Tobruk – Regie: Arthur Hiller
- 1967: 25 000 Dollar für einen Mann (Banning) – Regie: Ron Winston
- 1967: Der Etappenheld (The Secret War of Harry Frigg) – Regie: Jack Smight
- 1968: Hochzeitsnacht vor Zeugen (What’s So Bad About Feeling Good?) – Regie: George Seaton
- 1969: Blutige Spur (Tell Them Willie Boy Is Here) – Regie: Abraham Polonsky
- 1969: Topas (Topaz) – Regie: Alfred Hitchcock
- 1971: Im Morgengrauen brach die Hölle los (Raid on Rommel)
- 1971: Heißes Gold aus Calador (One More Train to Rob) – Regie: Andrew V. McLaglen
- 1972: Sinola (Joe Kidd) – Regie: John Sturges
- 1972: Schlachthof 5 (Slaughterhouse-Five) – Regie: George Roy Hill
- 1973: Ein Fremder ohne Namen (High Plains Drifter) – Regie: Clint Eastwood
- 1973: Die Geier warten schon (Showdown) – Regie: George Seaton
- 1973: Der Clou (The Sting) – Regie: George Roy Hill
- 1974: Extrablatt (The Front Page) – Regie: Billy Wilder
- 1975: Tollkühne Flieger (The Great Waldo Pepper) – Regie: George Roy Hill
- 1976: Familiengrab (Family Plot) – Regie: Alfred Hitchcock
- 1977: Schlappschuß (Slap Shot) – Regie: George Roy Hill
- 1977: Achterbahn (Rollercoaster) – Regie: James Goldstone
- 1978: Hausbesuche (House Calls) – Regie: Howard Zieff
- 1978: Nächstes Jahr, selbe Zeit (Same Time, Next Year) – Regie: Robert Mulligan
- 1979: Ich liebe dich – I Love You – Je t’aime (A Little Romance) – Regie: George Roy Hill
- 1979: Airport ’80 – Die Concorde (The Concorde … Airport ’79) – Regie: David Lowell Rich
- 1980: Das ausgekochte Schlitzohr ist wieder auf Achse (Smokey and the Bandit II) – Regie: Hal Needham
- 1982: Garp und wie er die Welt sah (The World According to Garp) – Regie: George Roy Hill
- 1984: Harry & Sohn (Harry & Son) – Regie: Paul Newman
- 1984: Die Libelle (The Little Drummer Girl) – Regie: George Roy Hill
- 1985: Warnzeichen Gen-Killer (Warning Sign) – Regie: Hal Barwood
- 1986: Psycho III – Regie: Anthony Perkins
- 1988: A Time of Destiny – Regie: Gregory Nava
- 1988: Funny Farm – Regie: George Roy Hill
- 1989: Ninas Alibi (Her Alibi) – Regie: Bruce Beresford
- 1990: Ghost Dad – Regie: Sidney Poitier
- 1990: Beinahe ein Engel (Almost an Angel) – Regie: John Cornell
- 1991: Kap der Angst (Cape Fear) – Regie: Martin Scorsese
- 1992: Erbarmungslos (Unforgiven) – Regie: Clint Eastwood
- 1993: Perfect World (A Perfect World) – Regie: Clint Eastwood
- 1995: Der wunderliche Mr. Cox (The Stars fell on Henrietta) – Regie: James Keach
- 1997: Absolute Power (1997) – Regie: Clint Eastwood
- 1997: Mitternacht im Garten von Gut und Böse (Midnight in the Garden of Good and Evil) – Regie: Clint Eastwood
- 1997: Wieder allein zu Haus (Home Alone 3) – Regie: Raja Gosnell
- 1999: Ein wahres Verbrechen (True Crime) – Regie: Clint Eastwood
- 2000: Space Cowboys – Regie: Clint Eastwood
- 2002: Blood Work – Regie: Clint Eastwood
- 2003: Mystic River – Regie: Clint Eastwood
- 2004: Million Dollar Baby – Regie: Clint Eastwood
- 2006: Flags of Our Fathers – Regie: Clint Eastwood
- 2006: Letters from Iwo Jima – Regie: Clint Eastwood